# حتى يفرقنا الموت (رواية كار)
حتى يفرقنا الموت، نُشرت لأول مرة في عام 1944، وهي قصة بوليسية من تأليف جون ديكسون كار يظهر فيها المحقق المسلسل غيديون فيل. هذه الرواية هي لغز من النوع المعروف بإسم لغز الغرفة المغلقة. اعتبر كار هذا أحد أفضل رواياته الإجرامية المستحيلة.

## ملخص القصة
ديك ماركهام مخطوب لشابة جميلة ولكنها غامضة إلى حد ما تدعى ليزلي جرانت. عندما يحضرون مباراة كريكيت في قرية six ashes الإنجليزية، توقفوا عند المعرض القريب وتصر ليزلي على رؤية العراف. و يبدو أنها غير مدركة أن السير هارفي جيلمان، أخصائي علم الأمراض في وزارة الداخلية والخبير في الجريمة، هو الذي يلعب دور العراف.
بعد جلستها، يزور ديك السير هارفي. خبير الجريمة على وشك إخبار زائره بشيء مزعج عن ليزلي عندما أطلق عليه الرصاص وأصابته - عن طريق الخطأ، على ما يبدو أن ليزليت من أطلق الرصاص. في وقت لاحق من تلك الليلة، أخبر السير هارفي ديك أنه تعرف على ليزلي كقاتلة قتلت ثلاثة أزواج ولكن لم تتم إدانتها مطلقًا. . . لأنها دفعت الرجال بطريقة ما إلى حقن أنفسهم بالسم. في وقت لاحق من تلك الليلة، مات السير هارفي في غرفة مغلقة ومقفلة، بنفس طريقة الأزواج الثلاثة.
يتم استدعاء الدكتور الشهير غيديون فيل للمساعدة في التحقيق، وما يقوله بعد رؤية الجثة ببساطة يقلب القضية بأكملها رأسًا على عقب. يعرف المحقق اللامع أنه يسير على درب قاتل ماكر بدافع خفي، لكن تعليقاته الخفية تركت الجميع في حيرة من أمرهم. بينما يكشف فيل عن القرائن، بما في ذلك مجموعة من دبابيس الرسم التي تم العثور عليها مبعثرة بجانب الجثة، يضرب القاتل مرة أخرى. في هذه الأثناء، لا يسع ديك ماركهام اليائس إلا أن يتساءل عما إذا كانت ليزلي امرأة في خطر جسيم أو تهديد في حياته.